# هجوم على السفارة التركية في مقديشو 2013
وقع الهجوم على السفارة التركية في مقديشو في 27 يوليو 2013 عندما هاجم مسلحو حركة الشباب السفارة التركية في العاصمة الصومالية مقديشو ما أسفر عن مقتل 3 أشخاص وإصابة 9 آخرين، وانفجرت شاحنة مفخخة حوالي الساعة 5:00 قرب مجمع السفارة، وأعقب الانفجار محاولة ثلاثة مسلحين اقتحام المجمع سيرا على الأقدام، إلا أن الحراس الأتراك والصوماليين أفشلوا الهجوم وقتل المسلحون الثلاثة.
وأعلنت حركة الشباب في بيان مسؤوليتها عن الهجوم. وقالت في البيان "نفذ المجاهدون عملية استهدفت مجموعة من الدبلوماسيين الأتراك في حي هودن في العاصمة مقديشو". ووصفت وزارة الخارجية الأمريكية الهجوم بأنه "عمل جبان" في حين أصدر مجلس الأمن التابع للأمم المتحدة بيانًا يدينه "بأشد العبارات". 